# Zibello
Zibello is een gemeente in de Italiaanse provincie Parma (regio Emilia-Romagna) en telt 1980 inwoners (31-12-2004). De oppervlakte bedraagt 23,5 km², de bevolkingsdichtheid is 87 inwoners per km².
De volgende frazioni maken deel uit van de gemeente: Ardola, Pieveottoville, Rota Ancone.

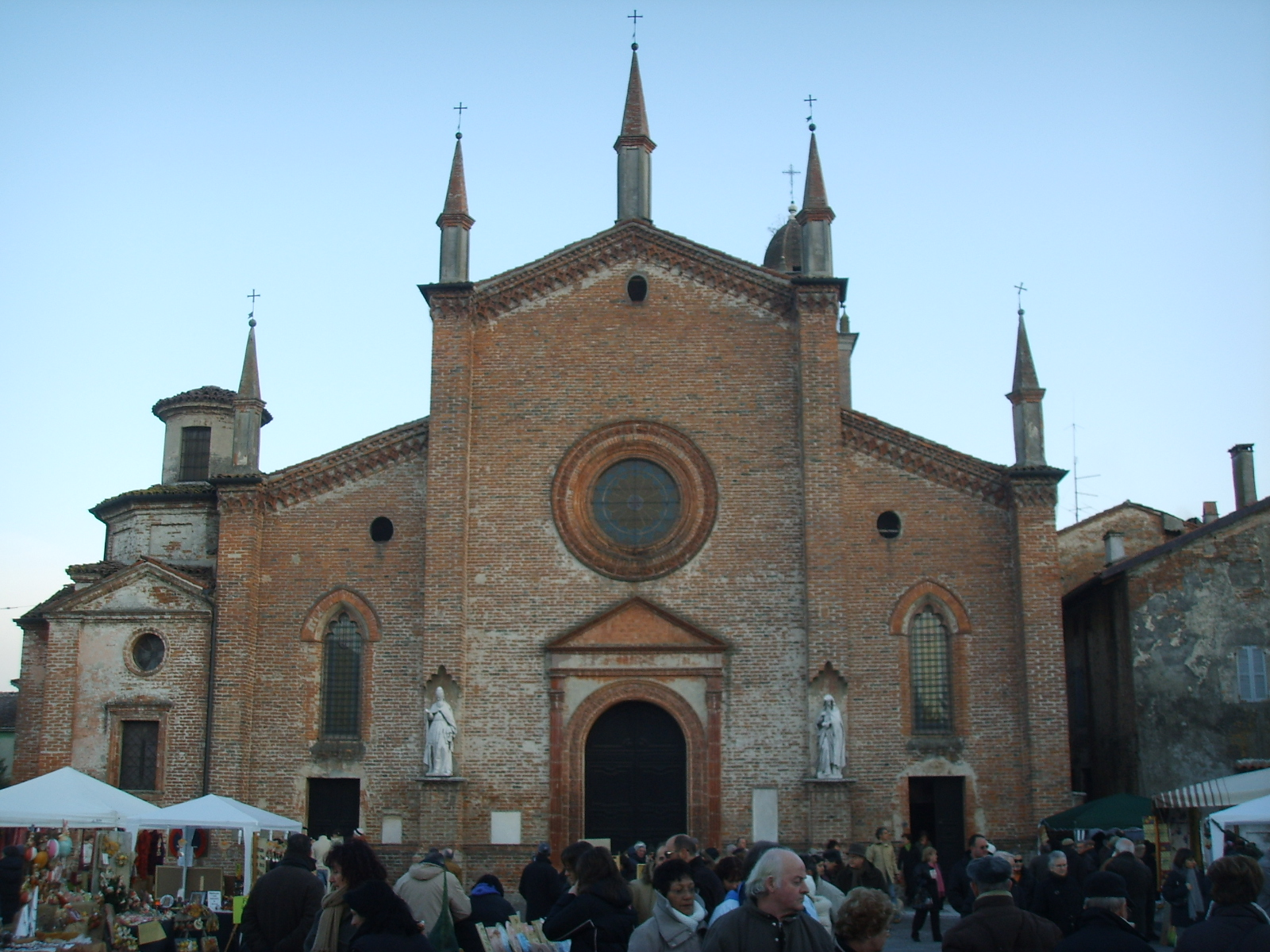
Kerk van Zibello
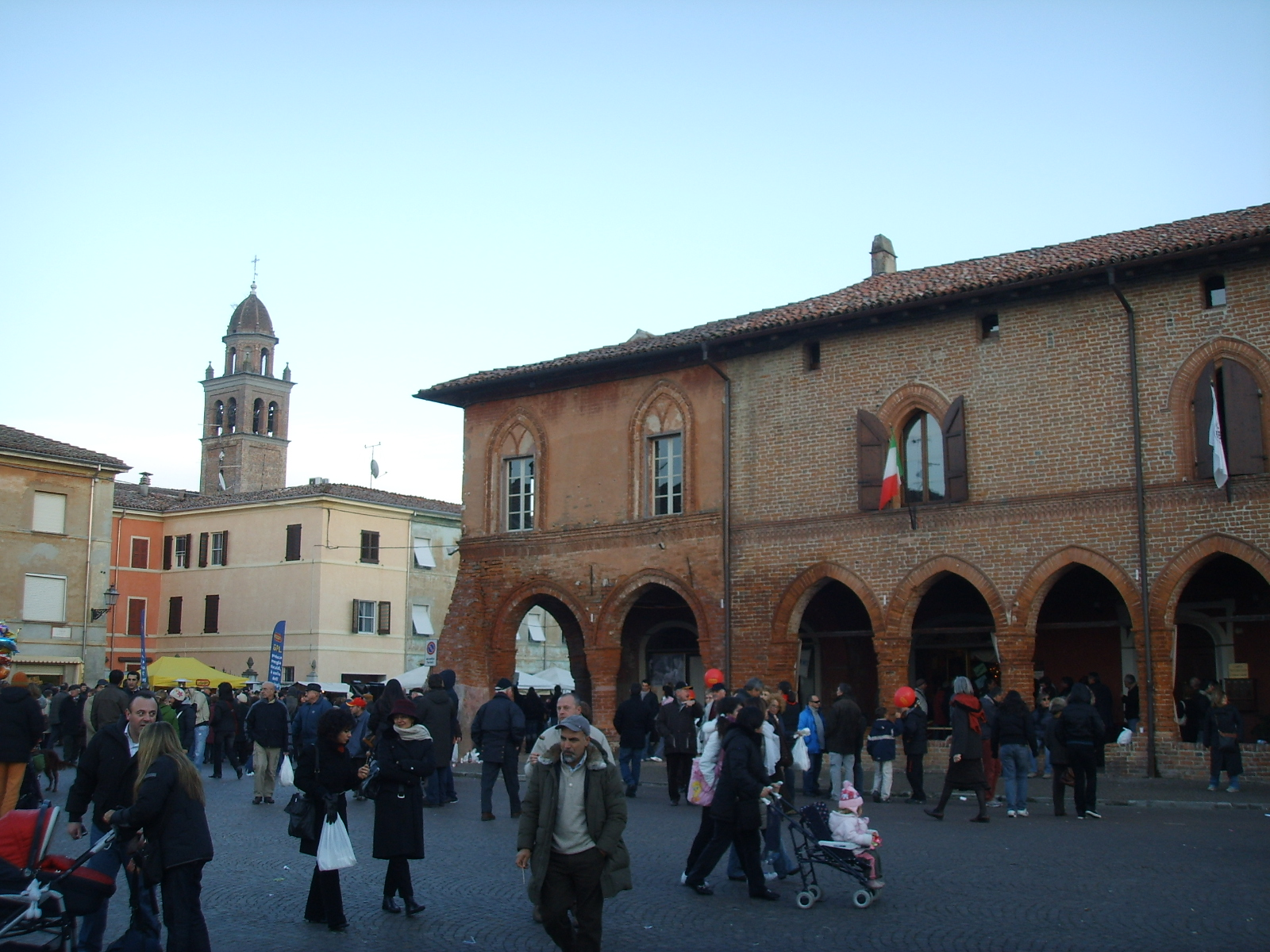
Centrum

## Demografie
Zibello telt ongeveer 827 huishoudens. Het aantal inwoners daalde in de periode 1991-2001 met 9,0% volgens cijfers uit de tienjaarlijkse volkstellingen van ISTAT.
| Jaar | Inwoneraantal |
| ---- | ------------- |
| 1991 | 2210          |
| 2001 | 2010          |

## Geografie
Zibello grenst aan de volgende gemeenten: Busseto, Pieve d'Olmi (CR), Polesine Parmense, Roccabianca, San Daniele Po (CR), Soragna, Stagno Lombardo (CR).
Albareto · Bardi · Bedonia · Berceto · Bore · Borgo Val di Taro · Busseto · Calestano · Collecchio · Colorno · Compiano · Corniglio · Felino · Fidenza · Fontanellato · Fontevivo · Fornovo di Taro · Langhirano · Lesignano de' Bagni · Medesano · Mezzani · Monchio delle Corti · Montechiarugolo · Neviano degli Arduini · Noceto · Palanzano · Parma · Pellegrino Parmense · Polesine Parmense · Roccabianca · Sala Baganza · Salsomaggiore Terme · San Secondo Parmense · Sissa Trecasali · Solignano · Soragna · Sorbolo · Terenzo · Tizzano Val Parma · Tornolo · Torrile · Traversetolo · Valmozzola · Varano de' Melegari · Varsi · Zibello
- Gemeinsame Normdatei: 4739784-6
- MusicBrainz: 43f8e48d-fa13-4178-9da8-98cdb683f7ea
- Virtual International Authority File: 241230050
- WorldCat: E39PBJd88c6CcbK9phhBmjYVmd